# Sân bay Vorkuta
67°29′18″B 063°59′24″Đ / 67,48833°B 63,99°Đ

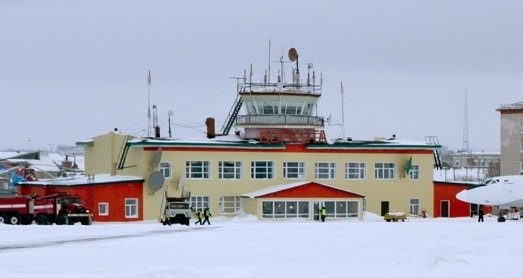
Sân bay Vorkuta

Sân bay Vorkuta (tiếng Nga: Аэропорт Воркута) (IATA: VKT, ICAO: UUYW) là một sân bay ở Cộng hòa Komi, Nga. Sân bay này nằm cách Vorkuta 3 km về phía tây. Sân bay Vortuka phục vụ các máy bay nhỏ. Đường băng dài 2.200 m đã được rút bớt 300 m.

## Các hãng hàng không và các tuyến điểm
- Komiinteravia (Syktyvkar)